# Loi sur les arrangements avec les créanciers des compagnies
La Loi sur les arrangements avec les créanciers des compagnies (LACC) est une loi fédérale canadienne de 1933 qui autorise les entreprises fédérales à entreprendre une restructuration de leurs affaires lorsqu'elles sont insolvables et qu'elles doivent plus de cinq millions de dollars à leurs créanciers. 